# Írország a 2022. évi téli olimpiai játékokon
Írország a kínai Pekingben megrendezett 2022. évi téli olimpiai játékok egyik részt vevő nemzete volt. Az országot az olimpián 5 sportágban 6 sportoló képviselte, akik érmet nem szereztek.

## Alpesisí
Férfi
| Versenyző  | Versenyszám            | 1. futam | 1. futam | 2. futam | 2. futam | Összesítés    | Összesítés    |
| Versenyző  | Versenyszám            | Idő      | Hely.    | Idő      | Hely.    | Idő           | Helyezés      |
| ---------- | ---------------------- | -------- | -------- | -------- | -------- | ------------- | ------------- |
| Jack Gower | Lesiklás               |          |          |          |          | 1:47,61       | 31.           |
| Jack Gower | Óriás-műlesiklás       | 1:08,30  | 31.      | 1:12,26  | 25.      | 2:20,56       | 25.           |
| Jack Gower | Szuperóriás-műlesiklás |          |          |          |          | nem ért célba | nem ért célba |

| Versenyző  | Versenyszám | Lesiklás | Lesiklás | Műlesiklás | Műlesiklás | Összesítés | Összesítés |
| Versenyző  | Versenyszám | Idő      | Hely.    | Idő        | Hely.      | Idő        | Helyezés   |
| ---------- | ----------- | -------- | -------- | ---------- | ---------- | ---------- | ---------- |
| Jack Gower | Összetett   | 1:45,16  | 14.      | 52,58      | 12.        | 2:37,74    | 12.        |

Női
| Versenyző  | Versenyszám            | 1. futam      | 1. futam      | 2. futam | 2. futam | Összesítés | Összesítés |
| Versenyző  | Versenyszám            | Idő           | Hely.         | Idő      | Hely.    | Idő        | Helyezés   |
| ---------- | ---------------------- | ------------- | ------------- | -------- | -------- | ---------- | ---------- |
| Tess Arbez | Óriás-műlesiklás       | nem ért célba | nem ért célba | kiesett  | kiesett  | kiesett    | kiesett    |
| Tess Arbez | Műlesiklás             | 1:07,83       | 55.           | 1:06,78  | 48.      | 2:14,61    | 48.        |
| Tess Arbez | Szuperóriás-műlesiklás |               |               |          |          | 1:25,18    | 42.        |

## Síakrobatika
Akrobatika
Férfi
| Versenyző     | Versenyszám | Selejtező | Selejtező | Selejtező     | Selejtező | Döntő    | Döntő    | Döntő    | Döntő         | Döntő    |
| Versenyző     | Versenyszám | 1. futam  | 2. futam  | Jobb eredmény | Hely.     | 1. futam | 2. futam | 3. futam | Jobb eredmény | Helyezés |
| ------------- | ----------- | --------- | --------- | ------------- | --------- | -------- | -------- | -------- | ------------- | -------- |
| Brendan Newby | Félcső      | 10,75     | 21.       | 47,00         | 20.       | kiesett  | kiesett  | kiesett  | kiesett       | kiesett  |

## Sífutás
Távolsági
Férfi
| Versenyző               | Versenyszám | Klasszikus | Klasszikus | Szabad  | Szabad | Összesen  | Összesen |
| Versenyző               | Versenyszám | Idő        | Hely.      | Idő     | Hely.  | Idő       | Helyezés |
| ----------------------- | ----------- | ---------- | ---------- | ------- | ------ | --------- | -------- |
| Thomas Hjalmar Westgård | 15 km       |            |            |         |        | 40:01,5   | 14.      |
| Thomas Hjalmar Westgård | 30 km       | 43:03,8    | 42.        | 41:51,7 | 42.    | 1:25:29,8 | 43.      |
| Thomas Hjalmar Westgård | 50 km       |            |            |         |        | 1:15:59,0 | 29.      |

## Snowboard
Akrobatika
Férfi
| Versenyző       | Versenyszám | Selejtező | Selejtező | Selejtező     | Selejtező | Döntő    | Döntő    | Döntő    | Döntő         | Helyezés |
| Versenyző       | Versenyszám | 1. futam  | 2. futam  | Jobb eredmény | Hely.     | 1. futam | 2. futam | 3. futam | Jobb eredmény | Helyezés |
| --------------- | ----------- | --------- | --------- | ------------- | --------- | -------- | -------- | -------- | ------------- | -------- |
| Seamus O'Connor | Halfpipe    | 57,00     | 10,25     | 57,00         | 15.       | kiesett  | kiesett  | kiesett  | kiesett       | kiesett  |

## Szánkó
| Versenyző    | Versenyszám | 1. futam | 1. futam | 2. futam | 2. futam | 3. futam | 3. futam | 4. futam | 4. futam | Összesítés | Összesítés |
| Versenyző    | Versenyszám | Idő      | Hely.    | Idő      | Hely.    | Idő      | Hely.    | Idő      | Hely.    | Idő        | Helyezés   |
| ------------ | ----------- | -------- | -------- | -------- | -------- | -------- | -------- | -------- | -------- | ---------- | ---------- |
| Elsa Desmond | Férfi egyes | 1:01,608 | 33.      | 1:03,857 | 34.      | 1:02,254 | 33.      | kiesett  | kiesett  | 3:07,719   | 33.        |